# Henry C. Allen
Pour les articles homonymes, voir Allen.
 (avril 2021).
 (mars 2021).
Henry C. Allen, né le 2 octobre 1836 dans le village de Nilestown près de London (Ontario) et mort le 22 janvier 1909, est un médecin canadien. Il est un descendant d'Ethan Allen, le héros de la Guerre révolutionnaire. Il a écrit un livre nommé Matière médicale de la fièvre.
Il a d'abord été professeur d'anatomie, puis professeur de chirurgie et enfin professeur de médecine. Il a ensuite ouvert le Département de médecine clinique et d'homéopathie à l'Université du Michigan.

## Biographie
Le Dr Henry C. Allen est né dans le petit village de Nilestown près de London, en Ontario. Il est le fils de Hugh et Martha Billings Allen. Du côté de son père, il est un descendant de la noble famille du Vermont du général Ira Allen et Ethan Allen, qui s'est démarquée dans la révolution. Aux côtés de sa mère, Billings est bien connu dans la famille coloniale. L’arrière-grand-père du Dr Allen était propriétaire du terrain où se trouve maintenant Salem.
Après avoir vendu la maison, la famille Allen a déménagé à Deerfield, dans le Connecticut, où elle se trouve lorsque les tribus indiennes pillent et détruisent la région. Il fait ses premières études dans une école publique de London (Ontario), où il enseigne ensuite  pendant un certain temps. Il étudié la médecine au Western Homeopathic College (maintenant connu sous le nom de Cleveland Homeopathic College) à Cleveland (Ohio) et obtient son diplôme en 1861. Il termine par la suite ses études au Collège canadien de médecine et de chirurgie. Peu de temps après avoir obtenu un doctorat en médecine et chirurgie, il rejoint l'armée et sert comme chirurgien sous la direction du général Grant. Après la guerre, il est nommé chef du département d'anatomie de son université, Cleveland. Il commence également à y pratiquer la médecine.
Il accepte ensuite la même chaire au Hahnemannian Medical College de Chicago. En 1868, il est nommé directeur de la chirurgie pour succéder au docteur Bibi, mais il refuse. Puis il s'installe à Brantford (Ontario). Le 24 décembre 1867, il épouse Selina Louise Goold et a deux enfants : Franklin Lehman Allen et Helen Marianne Alan. En 1875, la famille emménage à Détroit (Michigan) et en 1880, il est nommé professeur de médecine à l'université du Michigan. Ensuite, la famille s'installe à Ann Arbor, où Henry Allen vit jusqu'en 1890, puis la famille vit à Chicago. En 1892, il fonde la Black Ling School of Medicine and Hospital, où il occupe les fonctions de doyen et de professeur de médecine jusqu'à sa mort le 22 janvier 1909.